# Rimm
Con il termine RIMM (Rambus In-line Memory Module) si identifica un tipo di memoria RAM a 184 pin sviluppata dalla Intel per le proprie piattaforme come PlayStation 2 e schede madri. Lavora ad una frequenza di 800 MHz per una velocità di circa 1600 MB/s con bus a 16 bit, valori questi che sono stati raddoppiati con l'avvento della tecnologia Dual channel supportata dal chipset i840. Oggi si riescono a raggiungere velocità di 6400 MB/s a 32 bit.